# FK Goražde
O Fudbalski klub Goražde é uma associação profissional de futebol com sede na cidade de Goražde, situada na Bósnia e Herzegovina. O clube foi fundado em 1918. O Goražde joga na Primeira Liga da Federação da Bósnia e Herzegovina e joga em casa no Estádio Midhat Drljević, que tem capacidade para 1.500 lugares.

## História
O primeiro clube de futebol de Goražde foi fundado em 1918 e recebeu o nome de Herceg Stjepan, em homenagem a Herceg Stjepan Vukčić Kosača, que viveu entre 1404 e 1466 e foi um dos últimos governantes da Herzegovina. Em 1922, o clube mudou seu nome para GOŠK, que jogou sua primeira partida contra Jugović de Foča.
O clube manteve esse nome até a Segunda Guerra Mundial. Após a libertação da cidade, em 1946, o Fudbalski klub Bratstvo foi fundado, mas logo se renomeou para Sloga e manteve esse nome até 1952, antes de renomear para Pobjeda. Manteve esse nome até 1957, quando o Pobjeda foi dividido em dois clubes; GOŠK e Radnički. Ambos os clubes existiram até 1960, quando os dois se fundiram no atual FK Goražde.
Atualmente, o Goražde joga na Primeira Liga da Federação da Bósnia e Herzegovina e tem sido um clube estável da Primeira Liga desde sua terceira promoção em 2018. As outras duas promoções ocorreram em 2009 e 2014, respectivamente.

## Títulos
- Segunda Liga - FBiH (3): 2008–09 (centro), 2013–14 (centro) e 2017–18 (centro).